# Aeroportul Mindoro
Aeroportul Mindoro (IATA: VGN, ICAO: RPUQ) este un aeroport din Vigan, Ilocos Sur⁠(d), Ilocos Region⁠(d), Filipine ce deservește zona Vigan. Aeroportul a fost tranzitat în 2022 de 1.978 de pasageri.
Situat la o altitudine de 33 m, aeroportul dispune de o singură pistă. Este operat de Civil Aviation Authority of the Philippines⁠(d).